# Малая Холуница
Малая Холуница — река в России, протекает в Фалёнском районе Кировской области. Устье реки находится в 158 км по левому берегу реки Белая Холуница. Длина реки составляет 11 км.
Исток реки в западной части Верхнекамской возвышенности в 16 км к северо-востоку от посёлка Фалёнки. Рядом с истоком Малой Холуницы находятся истоки небольших притоков реки Яровка, здесь проходит водораздел бассейнов Чепцы и Белой Холуницы. Река течёт на северо-запад, всё течение проходит по ненаселённому лесному массиву. Приток — Телица (левый).

## Данные водного реестра
По данным государственного водного реестра России относится к Камскому бассейновому округу, водохозяйственный участок реки — Вятка от истока до города Киров, без реки Чепца, речной подбассейн реки — Вятка. Речной бассейн реки — Кама.
По данным геоинформационной системы водохозяйственного районирования территории РФ, подготовленной Федеральным агентством водных ресурсов:
- Код водного объекта в государственном водном реестре — 10010300212111100032010
- Код по гидрологической изученности (ГИ) — 111103201
- Код бассейна — 10.01.03.002
- Номер тома по ГИ — 11
- Выпуск по ГИ — 1